# Oberstadt (Duitsland)
Oberstadt is een gemeente in de Duitse deelstaat Thüringen, en maakt deel uit van de Landkreis Hildburghausen. Samen met vijftien andere gemeenten vormt Oberstadt de Verwaltungsgemeinschaft Feldstein.
Oberstadt telt 335 inwoners.

## Afbeeldingen

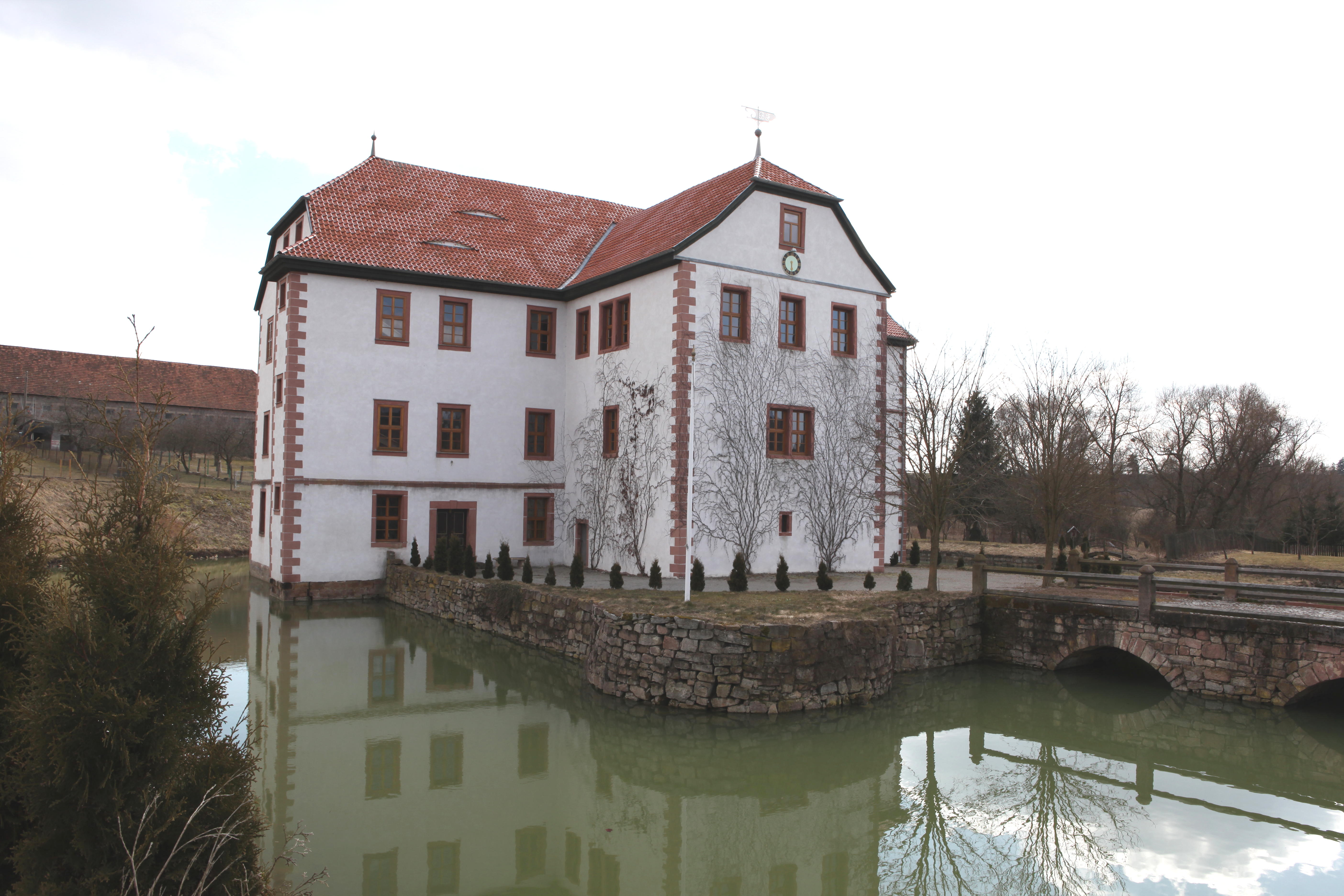
Kasteel

Het kasteel van Oberstadt is particulier bewoond en kan niet bezocht worden.

## Geboren
- Johann Georg von Langen (* 22 maart 1699; †  25 mei 1776 in Jægersborg bij Kopenhagen, Denemarken), pionier op het gebied van de bosbouw

Steden: Bad Colberg-Heldburg · Eisfeld · Hildburghausen · Römhild · Schleusingen · Themar · Ummerstadt

Verwaltungsgemeinschaften: Feldstein · Heldburger Unterland

Overige gemeenten: Ahlstädt · Auengrund · Beinerstadt · Bischofrod · Brünn/Thür. · Dingsleben · Ehrenberg · Eichenberg · Gompertshausen · Grimmelshausen · Grub · Hellingen · Henfstädt · Kloster Veßra · Lengfeld · Marisfeld · Masserberg · Oberstadt · Reurieth · Schlechtsart · Schleusegrund · Schmeheim · Schweickershausen · St. Bernhard · Straufhain · Veilsdorf · Westhausen